# 酒店管理学
酒店管理学，也称酒店经营学，是指关于酒店，餐馆和旅行与旅游业相关事务的学术研究。
酒店管理即可以是单独开设的专业，也可以是旅游管理或工商管理等专业的一个下属课程，但无论是课程还是专业，都可以作为企业管理的分支学科，同时也是管理学的研究对象。

## 包含科目
- 食品營運：食品科學、食物選配、酒類研究、廚藝
- 住宿營運：房務、渡假區、財務控管、訂房銷售/零售、市場營銷、酒店建築規劃、郵輪營運
- 國際旅遊：郊遊/遠足管理、航空事務、旅遊業與社會責任、生態旅遊、旅遊業與環境保護、相關法律
- 觀光管理：觀光行為、古蹟遺產觀光、文化藝術觀光、工業展示觀光、市區觀光、零售觀光、自然觀光
- 娛樂管理：節日盛會、主題樂園管理、劇院/劇場/電影院管理、音樂院/音樂會/音樂節管理、會議/展覽管理